# Ruta Provincial 10 (Córdoba)

## Generalidades
La Ruta Provincial 10 es una importante arteria de la provincia de Córdoba, a la que atraviesa en sentido Norte-Sur.
Con alrededor de 520 km de extensión, es la más extensa de todas las rutas de jurisdicción provincial.
En su extremo norte, se encuentra la localidad de La Puerta, y su extremo sur alcanza el límite con la provincia de La Pampa.
Es una importante arteria de comunicación en la región pampeana, por lo que posee un alto tránsito vehicular, tanto para el traslado de personas como de mercancías.
Esto implica que se la deba mantener en forma constante. No está asfaltada en su totalidad (posee tramos de ripio desde Las Perdices hasta el cruce con la ruta provincial 24 y desde Estación Jovita hasta el límite con la provincia de La Pampa). Además no posee un desarrollo continuo, ya que en determinados puntos se interseca y superpone con otra ruta y continúa algunos kilómetros más adelante, como ocurre en la ciudad de Río Primero, donde se interseca con la Ruta Nacional 19 en el kilómetro 278,5 y vuelve a retomar su trazado en el kilómetro 279,5 luego de cruzar el río Suquía.
Es la única ruta de la provincia que en su recorrido, cruza los cinco ríos más importantes de la llanura cordobesa: Suquía, Xanaes, Ctalamochita, Chocancharava y 
Popopis.
 En alguna época, estuvo integrada en el conjunto de rutas provinciales con mayor deterioro debido a la falta de mantenimiento.

## Localidades
A lo largo de su extenso recorrido, esta ruta atraviesa numerosas localidades ubicadas en siete diferentes departamentos, que se detallan a continuación. Aquellas
que figuran en itálica, son cabecera del departamento respectivo. Entre paréntesis, figuran los datos de población según censo 2010.
La leyenda s/d en algunas localidades, hace referencia a que no se encontraron datos oficiales de población.
- Departamento Río Primero: La Puerta (2.185), Diego de Rojas (509), Villa Santa Rosa (7.805), Río Primero (7.389), Cañada de Machado (203).
- Departamento Río Segundo: Villa Del Rosario (15.394), Matorrales (981), Las Junturas (1.748), Colazo (1.634).
- Departamento Tercero Arriba: Oliva (11.809), Pampayasta Norte (95), Pampayasta Sur (1.212), Hernando (10.284), Punta del Agua (175), Las Perdices (5.144).
- Departamento Juárez Celman: Villa Reducción (1.732).
- Departamento Río Cuarto: Las Acequias (2.443).
- Departamento Presidente Roque Sáenz Peña: General Levalle (5.718).
- Departamento General Roca: Jovita (4.823), Pincén (254).

## Recorrido
| CONTgq | ABZq+lr | CONTfq |  |  |

|  | BHF |

|  | BHF | WASSER+l |  |  |

| CONTgq | BHFq | ABZqlr | hKRZWaeq | STRq | ABZq+lr | CONTfq |

|  |  |  | -WASSERr | BAHN | SKRZ-GBUE | RGCONTfq |

|  |  |  |  | RMCONTgq | SKRZ-Mu | RMCONTfq |

|  |  |  | CONTgq | TEEeq |

|  |  |  |  | BHF |

|  |  |  | CONTgq | TEEeq |

|  |  |  |  | STR |

|  |  |  |  | GRZq | STR+GRZq | GRZq |

|  |  |  |  | STR |

|  |  |  |  | CONTgq | TBHF | CONTfq |

|  |  |  |  | WASSERq | hKRZWae | WASSERq |

|  |  |  |  | CONTgq | ABZlr+lr | CONTfq |

|  |  |  |  |  | BHF |

|  |  |  |  | LWSTRq | emKRZt | LWSTRq |

|  |  |  |  | WASSERq | WBRÜCKE1 | WASSERq |

|  |  |  |  | BHF |

|  |  |  |  | WASSERq | WBRÜCKE1 | WASSERq |

|  |  |  |  | BHF |

|  |  |  |  |  | TEEaq | CONTfq |

|  |  |  |  | STR |

|  |  |  |  | GRZq | STR+GRZq | GRZq |

|  |  |  |  | STR |

|  |  |  | BAHN | RGCONTgq | SKRZ-GBUE | RGCONTfq |

|  |  |  |  | RMCONTgq | SKRZ-Mo | RMCONTfq |

|  |  |  |  | BHF |

|  |  |  | BAHN | RGCONTgq | SKRZ-GBUE | RGCONTfq |

|  |  |  |  | BHF |

|  |  |  |  | WASSERq | hKRZWae | WASSERq |

|  |  |  |  | BHF |

|  |  |  |  | CONTgq | KRZ | CONTfq |

|  |  | FLUGg |  | STR |

|  |  |  |  | CONTgq | TBHF | CONTfq |

|  |  |  | BAHN | RGCONTgq | SKRZ-GBUE | RGCONTfq |

|  |  |  |  | BHF |

|  |  |  |  | WASSERq | WBRÜCKE1 | WASSERq |

|  |  |  |  | tSTRa-m |

|  |  |  |  | CONTgq | tTBHF | CONTfq |

|  |  |  | BAHN | RGCONTgq | SKRZ-GBUE | RGCONTfq |

|  |  |  |  | tSTR |

|  |  |  |  | GRZq | tSTR+GRZq | GRZq |

|  |  |  |  | tSTR |

|  |  |  |  | WASSERq | tKRZW | WASSERq |

|  |  |  |  | CONTgq | tTBHF | CONTfq |

|  |  |  |  | WASSERq | tKRZW | WASSERq |

|  |  |  |  | CONTgq | tTBHF | CONTfq |

|  |  |  |  | WASSERq | tKRZW | WASSERq |

|  |  |  |  | tSTR |

|  |  |  |  | GRZq | tSTR+GRZq | GRZq |

|  |  |  |  | tSTR |

|  |  |  |  | CONTgq | tTBHF | CONTfq |

|  |  |  | BAHN | RGCONTgq | SKRZ-GBUE | RGCONTfq |

|  |  |  |  | tSTR |

|  |  |  | BAHN | RGCONTgq | SKRZ-GBUE | RGCONTfq |

|  |  |  | CONTgq | ABZq+lr | ABZqlr | CONTfq |

|  |  |  | tSTR |

|  |  |  | GRZq | tSTR+GRZq | GRZq |  |

|  |  |  | tSTR |

|  |  |  | tSTR |

|  |  |  | GRZq | tSTR+GRZq | GRZq |  |

|  |  |  | tSTR |

|  |  |  | CONTgq | tTBHF | CONTfq |  |

|  |  | BAHN | RGCONTgq | SKRZ-GBUE | RGCONTfq |  |

|  |  |  | WASSERq | tKRZW | WASSERq |  |

|  |  |  |  | STR |

|  |  |  | CONTgq | TBHF | CONTfq |  |

|  |  |  | tSTR |

|  |  |  | GRZq | tSTR+GRZq | GRZq |  |

|  |  |  | tSTR |

|  |  |  | WASSERq | tKRZW | WASSERq |  |

|  |  |  | CONTgq | tTBHF | CONTfq |  |

|  |  | BAHN | RGCONTgq | SKRZ-GBUE | RGCONTfq |  |

|  |  |  | CONTgq | tKRZ | CONTfq |  |

|  |  | BAHN | RGCONTgq | SKRZ-GBUE | RGCONTfq |  |

|  |  |  | tSTR |

|  |  | GRZq | tSTR+GRZq | GRZq |

|  |  |  | tCONTf |

## Nota
1. ↑   El kilometraje fue tomado del amojonado en ruta. En caso de ausencia de los mismos, se calculó según información disponible en Internet, o verificación in situ .
2. ↑   Datos oficiales según Dirección de Estadísticas y censos del Gobierno de la Provincia de Córdoba, año 2010 Según datos INDEC